# Ліза Дарманін
Ліза Дарманін (англ. Lisa Darmanin, нар. 27 серпня 1991) — австралійська яхтсменка, срібна призерка Олімпійських ігор 2016 року.

## Виступи на Олімпіадах
| Олімпіада           | Дисципліна | Місце |
| ------------------- | ---------- | ----- |
| Ріо-де-Жанейро 2016 | Накра 17   | 2     |

## Зовнішні посилання
- Ліза Дарманін — олімпійська статистика на сайті Sports-Reference.com (англ.) (архівна версія)